# Distrito de Nishikasugai (Aichi)
El distrito de Nishikasugai (西春日井郡 Nishikasugai-gun?) es un distrito localizado en la prefectura de Aichi, Japón. En octubre de 2019 tenía una población estimada de 15.630 habitantes y una densidad de población de 2.529 personas por km². Su área total es de 6,18 km².

## Localidades
- Toyoyama